# Virginia Brooks
Pour les articles homonymes, voir Brooks.
Virginia Brooks, née le 11 janvier 1886 à Chicago et morte le 15 juin 1929 à Portland, est une suffragette américaine, active dans la région de Chicago et dans tout l'Indiana dans les premières années du XXe siècle. Virginia Brooks écrit deux livres, Little Lost Sister (1914) qui est porté à l'écran par Alfred E. Green en 1917 et My Battles with Vice en 1915.

## Biographie

### Jeunesse
Virginia Brooks nait le 11 janvier 1886 dans le quartier de Hyde Park à Chicago où ses parents possèdent des pensions. Elle épouse Charles Shephard Washburne un cadre du Chicago Tribune, le 3 avril 1913. Le couple a un fils nommé Walter Washburne.

### Activisme politique

#### Cofondatrice de l'Alpha Suffrage Club de Chicago
Dans les années 1910, Virginia Brooks travaille à Chicago avec différents groupes et réformateurs politiques. Elle a une relation étroite avec Ida B. Wells, une suffragette, journaliste, féministe et leader éminente du mouvement des droits civiques. Elles se sont rencontrées à Chicago et fondent en 1913, avec l'aide de Belle Squire, l'Alpha Suffrage Club (ASC), un groupe qui milite pour que les femmes afro-américaines entrent dans le mouvement qui réclame le droit de vote pour les femmes. Le premier objectif de l'ASC est de collecter de l'argent pour financer la participation d'Ida Wells à une marche pour le suffrage des femmes à Washington comme représentante du club. Toutefois, la cheffe de la délégation de l'Illinois, l'influente présidente de l'Illinois Equal Suffrage Association (IESA) Grace Wilbur Trout refuse qu'Ida Wells défile dans le cortège aux côtés des femmes blanches et affirme qu'elle peut former une délégation de femmes noires si elle le souhaite. Virginia Brooks soutient Ida Wells en déclarant « exclure Mme Wells sur la base de sa race serait antidémocratique », sans toutefois obtenir gain de cause.
En juin 1913, lorsque le vote des femmes est acquis, elle déclare au journaliste du Chicago Tribune venu l'interroger : « Nous, qui avons pris part à la gloire, ne savons pas grand-chose des persécutions subies par ces femmes qui ont courageusement défendu notre cause à une époque où le suffrage des femmes était discrédité ».

#### Son action à West Hammond
Virginia Brooks déménage à West Hammond, avec sa mère, après avoir hérité de son père d'un terrain évalué à environ 39 000 dollars,. West Hammond est à cette époque un village à la frontière de l'Illinois et de l'Indiana (qui est rattaché à Calumet City en 1923), au sud de Chicago. Elle remarque que la présence d'une forte population d'immigrants dont les dirigeants du village propriétaires de débits de boissons tirent avantage. La fiscalité locale exempte en effet les saloons de taxes et le village ne compte pas moins de quatre maisons closes dont deux appartiennent au maire, une troisième au chef de la police et la dernière à une entrepreneure qui entretient des liens avec la Mafia. Elle cherche dès lors à améliorer les conditions de vie des habitants en parlant au nom de ceux qui ne pouvaient pas le faire eux-mêmes. Elle fait campagne contre la « culture du vice » qui règne à West Hammond et s'attaque à l'establishment local.
Virginia Brooks est surnommée la Jeanne d'Arc de West Hammond. L'une de ses premières actions pas dans l'activisme politique est une campagne qu'elle mène contre le changement du statut de West Hammond de village à ville, en 1911. Virginia Brooks pense que le village doit être purgé du vice et de la corruption avant de passer à un nouveau type d'administration. Elle traque les propriétaires de tavernes corrompus qui dirigent la ville. Elle débute une campagne, avec pour slogan :  « Votez pour notre village. Vous ne pouvez pas faire une ville honnête d'un village malhonnête tant qu'un tel réseau est au pouvoir. Nettoyez d'abord le village ! » Si la campagne échoue, le village profite toutefois de son travail et connait des changements positifs. Elle se présente pour son premier poste au niveau local, en 1912, en tant que présidente du district no 156 du West Hammond Board of Education et remporte les élections du 22 avril 1912.

#### En Indiana
Brooks milite ensuite à travers l'Indiana à différentes fonctions. En 1912, elle est l'une des principales oratrices de l'Equal Suffrage League à Indianapolis. Toujours en 1912, elle parle de sa croisade pour la réforme à Richmond.

### La fin de sa vie
Devenue âgée, Virginia Brooks part à Portland, en Oregon, avec son fils, Walter. Elle meurt le 15 juin 1929 à Portland et sa dépouille repose au cimetière Wilhelm's Portland Memorial.

## Publications
- (en) Virginia Brooks, My Battles with Vice, Read books, 2019 (ISBN 1-5287-1250-1 et 978-1-5287-1250-7, OCLC 1263257911, lire en ligne).
- (en) Virginia Brooks, Little lost sister, Gazzolo and Ricksen, 1914, 377 p. (lire en ligne), porté à l'écran en 1917 par Alfred E. Green[13].

### Autres articles
- Ida B. Wells
- Belle Squire
- College Equal Suffrage League